# Clan Kryze
En el universo de Star Wars, el Clan Kryze es un poderoso clan mandaloriano y el principal clan de la Casa Kryze. Proviene del Planeta Kalevala en el sector Mandalore. Sus miembros suelen llevar elegantes armaduras azules y plateadas. El escudo del clan también lo llevaban los integrantes del equipo élite conocido como los Búhos Nocturnos, un grupo de feroces guerreros mandalorianos.
En The Clone Wars, el Clan Kryze fue un clan dividido durante la Guerra Civil Mandaloriana y durante la Guerra Civil Galáctica. La Duquesa Satine estaba en el bando de los "Nuevos Mandalorianos", mientras que su hermana menor, lady Bo-Katan Kryze se unió a la "Guardia de la Noche" junto con los Búhos Nocturnos. Con los años, el clan logró mantenerse unido, pero sin olvidar nunca la división que los separó en el pasado. Como tal, su misión es permanecer unidos frente a cualquier batalla que se les presente.

## Historia
Durante la guerra de los Clones, Satine estaba a la cabeza de la Casa Kryze, pero el clan Kryze estaba bajo el liderazgo de Bo-Katan. Tras la ocupación de Mandalore por el Imperio Galáctico, Bo-Katan dirigió el clan con la esperanza de resistir el dominio imperial y restaurar su mundo natal.

## Miembros
- Bo-Katan Kryze: Guerrera prodigio y comandante de la fuerza élite guerrera conocida como los Búhos Nocturnos y más tarde la líder de la Resistencia de Mandalore. Casi dos décadas después del surgimiento del Imperio, Bo-Katan lideró el Clan Kryze como parte de la resistencia mandaloriana contra el Imperio y fue proclamado nuevo líder de Mandalore. Aunque la resistencia derrotó a las fuerzas de ocupación imperiales, el Imperio pronto contraatacó y llevó a cabo una purga dirigida por Moff Gideon, quien bombardeó Mandalore con armas de fisión. Con su mundo natal inhabitable y millones de muertos, Bo-Katan y el resto de su gente se dispersaron por la galaxia. Después de la derrota del Imperio, comenzó a reunir guerreros leales en el Borde Exterior, cazando a Gideon para recuperar el sable oscuro y recuperar su lugar como Mandalore.
- Satine Kryze: Fue una pacifista devota y gobernante de Mandalore durante las Guerras Clon. En su juventud, fue atacada por adversarios políticos y puesta bajo la protección del Maestro Jedi Qui-Gon Jinn y su padawan Obi-Wan Kenobi. Durante el año que pasaron huyendo, Satine y Obi-Wan se enamoraron profundamente el uno del otro, pero finalmente Obi-Wan eligió la Orden. Los dos se reunieron durante las Guerras Clon cuando las acciones de la Guardia de la Muerte atrajeron la atención del Senado hacia Mandalore.
- Korkie Kryze: Sobrino de Satine y Bo-Katan, Korkie era cadete en la Real Academia de Gobierno Mandaloriana. Era un joven valiente que intentó rescatar a su tia del cautiverio de Darth Maul.
- Axe Woves: En The Mandalorian, Axe Woves es compañero de lady Bo-Katan Kryze, y su teniente principal dentro del Clan Kryze durante los hechos de la reconquista final de Mandalore.[5] Sin embargo tuvo diferencias con Bo-Katan cuando ella se negó a retar a un duelo por el Sable Oscuro a Din Djarin, un cazarecompenzas, mandaloriano por credo, a quien Woves consideraba indigno de ser el líder de su pueblo, debido a que era un extranjero y no tenía sangre mandaloriana.[6] Esto desembocó en que Woves abandonara a Kryze y se alzara como el nuevo líder del Clan Kryze y de los Búhos Nocturnos, llevándose de Kalevala la flota obtenida del remanente imperial de Moff Gideon, y haciendo que en adelante todos se convirtieran en mercenarios.[6]
- Koska Reeves: Hábil y feroz querrera miembro de los Búhos Nocturnos. Ella luchó en la búsqueda por recuperar Mandalore. Es leal a quien lidere el Clan Kryze; eso se demostró cuando Axe Woves comandó el clan, y posteriormente cuando Bo-Katan lo recuperó, luego de un duelo contra Woves.

## Búhos Nocturnos
Es el grupo Élite guerrero especializado del Clan Kryze (el equivalente a la Guardia de la Muerte del Clan Vizsla). El grupo estaba formado por guerreras tanto de la casa Kryze como de otras casas mandalorianas. Su símbolo parecido a un búho en sus cascos es bastante similar a la utilizada por Bo-Katan. Si bien todos los mandalorianos usan cascos beskar, el símbolo de los Búhos Nocturnos los distingue. Todos siguen con una combinación de colores gris y azul de la casa Kryze. Ciertamente hay otros Nite Owls, específicamente durante sus apariciones en Star Wars: The Clone Wars, y The Mandalorian, pero sus nombres no se mencionan. 
A pesar de su anonimato, los miembros de los Búhos Nocturnos logran mucho. En The Mandalorian, los "Hijos de la Guardia" reconocen instantáneamente a Bo-Katan como una de ellos. La Guardia de la Muerte y los Búhos Nocturnos estuvieron estrechamente relacionados durante las Guerras Clon, hasta la muerte de Pre Vizsla.
Miembros conocidos
- Bo-Katan Kryze: Comandante
- Ursa Wren: Teniente y segunda al mando
- Koska Reeves: Teniente